# Peter Krok
Jöns Peter John Krok, född 13 augusti 1827 i Karlskrona, Malmöhus län, död 18 januari 1907 i Malmö, var en svensk jurist, landssekreterare och politiker.
Krok blev student vid Lunds universitet 1844, avlade kansliexamen 1847, hovrättsexamen 1851 och blev vice häradshövding 1855. Han blev länsnotarie i Malmöhus län 1857, var sekreterare och kamrerare vid Malmöhus läns landsting 1863–1866, ombudsman vid Malmö Enskilda Bank 1865–1866 samt landssekreterare i Malmöhus län 1866–1892. 
Krok var ledamot av riksdagens första kammare 1894–1899, invald i Malmöhus läns valkrets. Han är gravsatt på Gamla kyrkogården i Malmö.